# Nord (département d'Haïti)
Pour les articles homonymes, voir Nord (homonymie).
Le département du Nord (créole haïtien : Nò) est l'un des dix départements d'Haïti. Sa superficie est de 2 115 km2 et sa population serait de 970 495 habitants (recensement par estimation de 2009). Le chef-lieu et grand pôle urbain est Cap-Haïtien, l'ancienne capitale de Saint-Domingue. Situé au sud de l'océan Atlantique, le Nord fait partie des plaines du nord, fief historique des planteurs blancs, des marrons, de l'armée noire de Toussaint Louverture et des rebelles anti-américains lors de l'occupation des années 1930. Le roi Henri Christophe a fait construire plusieurs palais et fortifications immenses aux alentours du Cap.

## Histoire
En 1697, l'Espagne cède officiellement l'ouest de l'île d'Hispaniola à la France dans le cadre du traité de Ryswick, qui devient alors la colonie française de Saint-Domingue. Pour des raisons géographiques (les plaines du Nord, propices à l'agriculture, sont séparées du reste de la colonie par des montagnes), la colonie est divisée en trois province ; le futur département du Nord se trouve alors dans la province du Nord, constituée de plantations habitées principalement par des esclaves, à laquelle appartiennent également les futurs départements du Nord-Est et du Nord-Ouest. Cette situation demeure jusqu'à la révolution haïtienne.

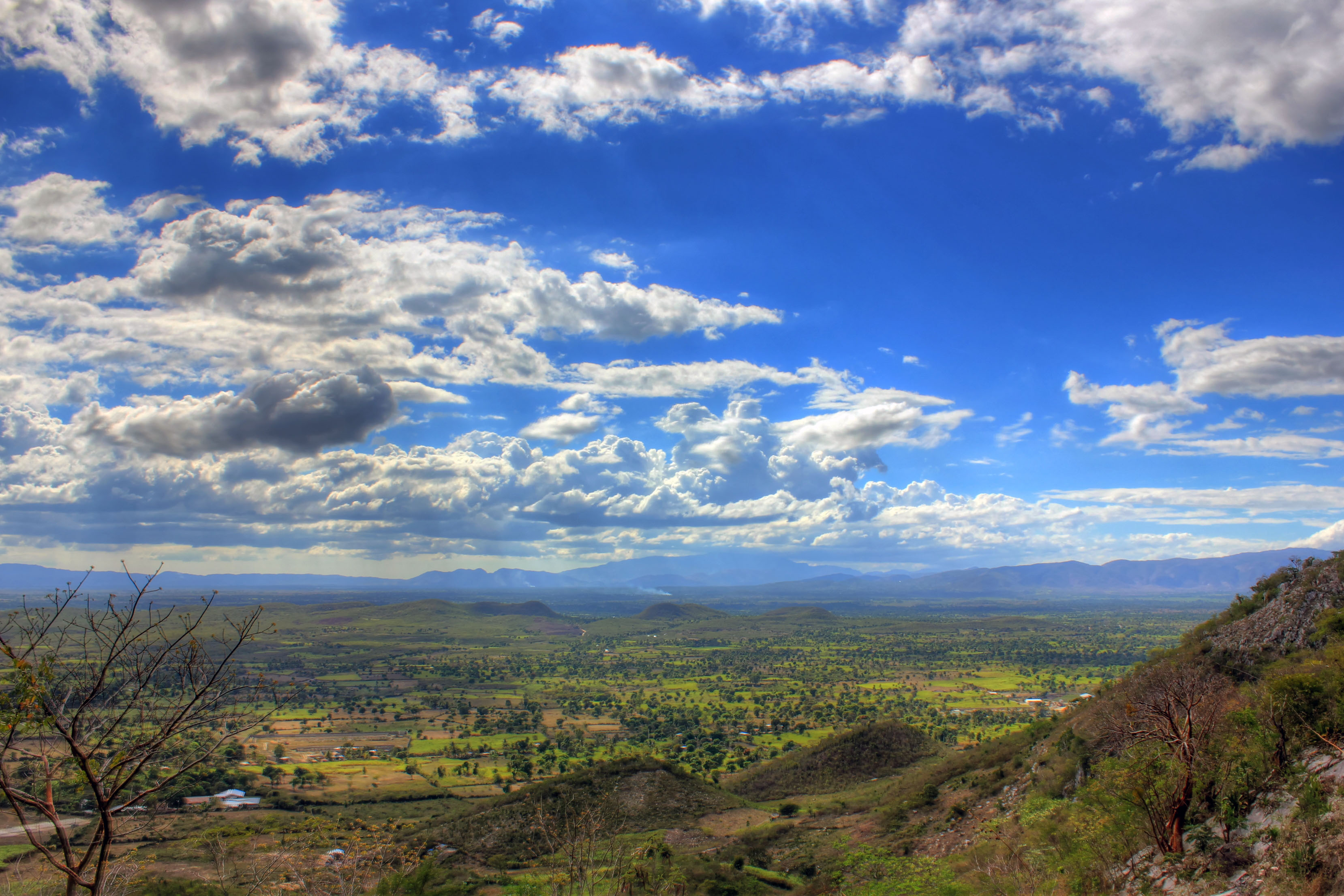
La Belle Mère

## Divisions administratives
Le département du Nord est divisé en 7 arrondissements et 19 communes :
- Arrondissement d'Acul-du-Nord (3 communes) :
  1. Acul-du-Nord
  2. Plaine-du-Nord
  3. Milot
- Arrondissement de Borgne (2 communes) :
  1. Borgne
  2. Port-Margot
- Arrondissement de Cap-Haïtien (3 communes) :
  1. Cap-Haïtien
  2. Limonade
  3. Quartier-Morin
- Arrondissement de Grande-Rivière-du-Nord (2 communes) :
  1. Grande-Rivière-du-Nord
  2. Bahon
- Arrondissement de Limbé (2 communes) :
  1. Limbé
  2. Bas-Limbé
- Arrondissement de Plaisance (2 communes) :
  1. Plaisance
  2. Pilate
- Arrondissement de Saint-Raphaël (5 communes) :
  1. Saint-Raphaël
  2. Dondon
  3. Ranquitte
  4. Pignon
  5. La Victoire

## Lieux historiques
- Cap-Haïtien : fondée en 1670 par Bertrand d'Ogeron et surnommée le Paris de Saint-Domingue.
- Bréda, Haut-du-Cap : lieu de naissance de Toussaint Louverture
- Vertières : site des héros de l'indépendance. Jean-Jacques Dessalines y remporta la victoire définitive sur les Français, le 18 novembre 1803.
- La citadelle La Ferrière : sur le sommet du Bonnet-à-l'Évêque, est l'œuvre du roi Henri Ier, ainsi que le palais de Sans-Souci à Milot.
- La chapelle royale de Milot, établissement religieux situé dans le palais Sans Souci.